# 奥裾花自然園

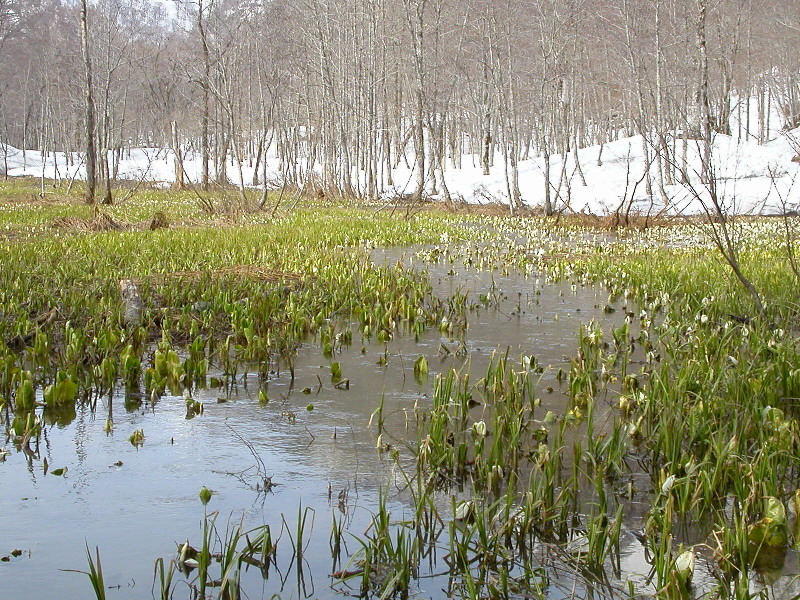
奥裾花自然園、こうみ平湿原（2006年5月撮影）

奥裾花自然園（おくすそばなしぜんえん）は、長野県長野市鬼無里（旧鬼無里（きなさ）村）の、裾花川上流域にある、ブナ林に囲まれた自然公園。大小5つの池および湿原と水路から成る。自生するミズバショウの本数は尾瀬を上回る81万本であり、本州随一。日本の秘境100選のひとつ。

## 特徴
ひょうたん池、吉池、今池、こうみ平湿原にミズバショウが群生する。また、元池は登山口となる観光バスセンター付近にある。

## アプローチ

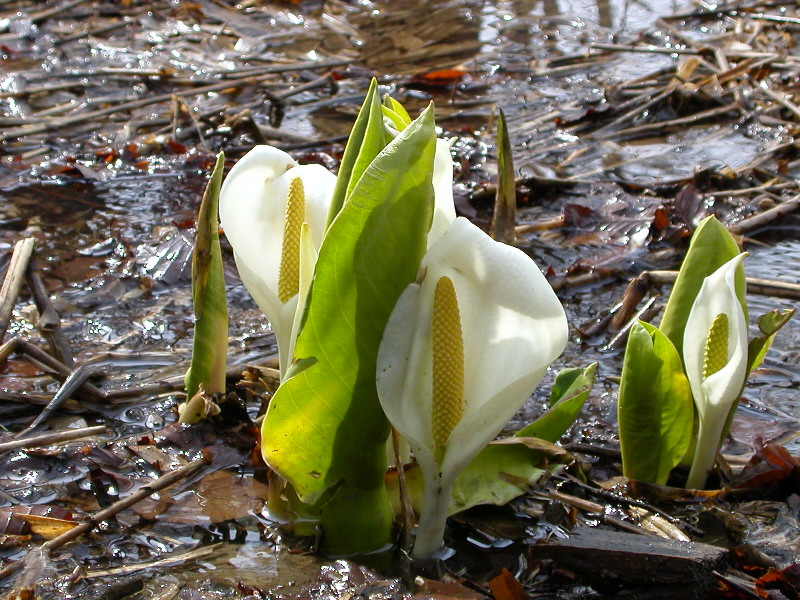
奥裾花自然園のミズバショウ

観光バスセンターから自然園入口まで徒歩20分(またはバス5分)。自然園入口から、今池、こうみ平湿原までそれぞれ15分程度の徒歩。山道は整備され、歩きやすいが、ミズバショウ花期のはじめとなる5月上旬は一般的に積雪が多く残る。

## 開園時間
- 例年 4月下旬〜10月下旬
- 8:30〜17:00（入場は16:00まで）

## 入館料
- 大人（中学生以上） - 410円（5月末まで）、200円（6月から）[1]
- 小学生以下 - 無料

## 交通
- 長野駅から約40キロメートル
- JR・長野電鉄長野駅からアルピコ交通（川中島バス）75系統 急行奥裾花線（季節運行）に乗車 約2時間、「奥裾花自然園入口」下車
- 車でのアクセス - 長野駅より自家用車約80分、駐車場より徒歩30分（シャトルバス運行時、バス10分）

## 周辺
- 裾花川
- 奥裾花渓谷
- 奥裾花ダム